# Lovec jelenů
Lovec jelenů je americký film z roku 1978. Jedná se o válečné drama, které pojednává o třech kamarádech (Američané rusínského původu), kteří spolu pracují v ocelárně a musí narukovat do války ve Vietnamu. Příběh je mírně inspirován románem Tři kamarádi (1937), od veterána první světové války Ericha Marii Remarqua, který popisuje život tří veteránů z první světové války. Podobně jako Remarqueův román se i Lovec jelenů zabývá morálními a psychickými důsledky válečného násilí a politicky manipulovaného patriotismu, které ovlivňují kamarádství, čest a rodinu v těsném spojení s komunitou. Film ukazuje kontroverzní problémy jako narkomanie, sebevražda, nevěra a duševní porucha. Snímek získal 5 Oscarů, mimo jiných například "Nejlepší film" a "Nejlepší režie".
Příběh je umístěn do Clairtonu v Pensylvánii, malého průmyslového města na řece Monongahela jižně od Pittsburghu. Válečná část se odehrává ve Vietnamu někde v džungli u Saigonu během války ve Vietnamu.
Film byl natáčen v Pittsburghu, v Clevelandu a Mingo Junction ve státě Ohio, Weirtonu (Západní Virginie) v národním parku North Cascades ve státě Washington, v Patpongu, čtvrti Bangkoku v Thajsku (znázorňující Saigonskou čtvrt prostitutek), a v Sai Yok, Kanchanaburi (také v Thajsku). Hrají v něm Robert De Niro, Christopher Walken, Meryl Streepová, John Savage, John Cazale, George Dzundza a amatérský herec Chuck Aspegren.

## Hrají
| Herec              | Role                         |
| ------------------ | ---------------------------- |
| Robert De Niro     | Michael "Mike" Vronsky       |
| John Cazale        | Stanley aka "Stosh"          |
| John Savage        | Steven Pushkov               |
| Christopher Walken | Nikanor "Nick" Chevotarevich |
| Meryl Streepová    | Linda                        |
| George Dzundza     | John Welch                   |
| Chuck Aspegren     | Peter "Axel" Axelrod         |
| Shirley Stoler     | Steven's mother              |
| Rutanya Alda       | Angela Ludhjduravic-Pushkov  |
| Pierre Segui       | Julién Grinda - Francouz     |
| Amy Wright         | družička                     |
| Richard Kuss       | Lindin otec                  |
| Joe Grifasi        | zpěvák                       |
| Paul D'Amato       | seržant                      |

## Zajímavosti
- V interview režisér Michael Cimino připomněl, že Robert De Niro chtěl ve scéně Ruské rulety s Johnem Cazalem ve zbrani ostré náboje, aby zvýšil napětí této situace. Cazale bez protestu souhlasil.
- Aby vypadal zuboženě, jedl Christopher Walken před svou scénou v zajetí jen rýži, banány a vodu.
- Všechny scény, kde hraje John Cazale, se musely natáčet jako první, protože herec byl v posledním stádiu rakoviny kostí. Zemřel krátce po natáčení. Kvůli jeho nemoci ho chtělo studio vyhodit, ale postavila se za něj jeho snoubenka Meryl Streepová, když pohrozila, že z filmu také odejde.
- Během Berlínského mezinárodního filmového festivalu v roce 1979 vyjádřila sovětská delegace z filmu rozhořčení, protože dle jejich názoru v mnoha scénách uráží vietnamský lid. Socialistické státy cítily povinnost se solidárně ozvat a postavit se na stranu "hrdého Vietnamskému lidu”. Protestovali proti promítání filmu a narušení statusu festivalu, který tak prý nemohl přispívat ke “zvýšení porozumění mezi národy celého světa”. Následovali je zástupci Kuby, Německé demokratické republiky, Bulharska, Polska a Československa, dva členové poroty s nimi sympatizovali.

## Ocenění
Lovec jelenů vyhrál Oscary v roce 1978 za Oscar za nejlepší film, Oscar za nejlepší režii (Michael Cimino), Oscar za nejlepší mužský herecký výkon ve vedlejší roli (Christopher Walken), Oscar za nejlepší střih a Oscar za nejlepší zvuk. Dále byli nominováni za Oscar za nejlepší mužský herecký výkon v hlavní roli (Robert De Niro), Oscar za nejlepší ženský herecký výkon ve vedlejší roli (Meryl Streepová), Oscar za nejlepší kameru (Vilmos Zsigmond) a Oscar za nejlepší původní scénář.